# 秋田県の市町村歌一覧
秋田県の市町村歌一覧（あきたけんのしちょうそんかいちらん）は、日本の秋田県に属する市町村で制定されている、もしくは過去に制定されていた市町村歌などの自治体歌やそれに準じた楽曲の一覧である。なお、一覧の順序は全国地方公共団体コード順による。

## 概説
秋田県では1930年（昭和5年）制定の「秋田県民歌」と1959年（昭和34年）制定の「県民の歌」を共に正式な県民歌として並立させていることからもわかるように、自治体歌に対する意識が高いことで知られている。殊に県庁所在地である秋田市では現在のものまで5代にわたって頻繁に市歌の代替わりが繰り返されており、このような例は日本の自治体歌としては非常に稀である。
このような県全体に共通する意識の高さから平成の大合併を経て新たに誕生した全ての市を含めて県内のほとんどの自治体で市町村歌が制定されており、また秋田市に編入された河辺町・雄和町のように旧町村歌が「地域の歌」として継承される事例も多い。旧市町村の自治体歌に関しては秋田魁新報社が1981年（昭和56年）に刊行した『ふるさとは歌われているか』に詳しくまとめられている。

## 市部

### 秋田市
- 秋田市記念市民歌[2] - 1979年（昭和54年）制定

作詞：黒木玲子 作曲：藤原政幸
市制90周年を記念して制定された5代目の市歌である。現在は秋田市の「市民歌」と言えばこの歌を指すが、市では過去4代の市歌については廃止された訳ではなく記念行事などで市の歴史を回顧するために演奏される場合があるとしており、市のサイトでも現在の市民歌と併せて紹介されている。
- 秋田・ロマンス[4] - 1988年（昭和63年）発表

作詞：吉田慶嗣 補作：東海林良 作曲：小林亜星
市制100周年記念愛唱歌。

#### 過去の秋田市民歌
- 秋田市民歌（初代） - 1928年（昭和3年）制定

作詞：土井晩翠 作曲：山田耕筰
市制40周年を記念して制定された初代の市歌である。「戦前の秋田市民歌」と言う場合はこの楽曲を指す。
- 秋田市民歌（2代目） - 1949年（昭和24年）制定

作詞：花岡としみ 作曲：露木次男
市制60周年記念。4年間しか演奏されなかった。
- 秋田市民歌（3代目） - 1953年（昭和28年）制定

作詞：大木惇夫 作曲：深井史郎
久保田城下建都350周年記念。
- 秋田市民のうた - 1960年（昭和35年）制定

作詞・作曲：秋田市民のうた作詞委員会
4代目の市民歌である。

#### 秋田市へ編入された町の歌
以下の旧河辺郡に属した2町の町歌は秋田市との合併協議会において「地域の歌」として継承することが確認されており、市のサイトでも秋田市記念市民歌と合わせて紹介されている。
- 河辺町町民歌 - 1965年（昭和40年）制定

作詞：竹内瑛二郎 作曲：大山会三郎
- 雄和町民歌 - 1958年（昭和33年）制定

作詞：竹内瑛二郎 作曲：小野崎晋三

### その他市部
能代市
- 能代市民歌[5] - 2009年（平成21年）1月1日制定

作詞：工藤和久 補作：能代市民歌制定検討委員会 作曲：青島広志
2代目（新設合併前の旧能代市を含めない場合は初代）の市歌である。
横手市
- 横手市民歌[6][7] - 2010年（平成22年）10月1日制定

作詞：安倍幸一 補作：横手市民歌制定検討委員会 作曲：泉谷閑示　
2代目（新設合併前の旧横手市を含めない場合は初代）の市歌である。
大館市
- 大館市民歌[8] - 1970年（昭和45年）10月1日制定

作詞：木沢長太郎 補作：市民歌選考委員会 作曲：中川康多
男鹿市
- 男鹿市民の歌[9] - 1963年（昭和38年）1月制定

作詞：弾正光之介 作曲：石井歓
若美町との新設合併に際して「新市において必要性を含め新たに制定するかどうか検討する」との申し合わせに基づいて検討した結果、旧男鹿市の市歌を継承することが確認され2006年（平成18年）7月1日付で改めて制定された。
湯沢市
- 湯沢市民歌[10] - 2007年（平成19年）3月22日制定

作詞：田中京蔵 補作：湯沢市市民歌制定委員会 作曲：鈴木英史
2代目（新設合併前の旧湯沢市を含めない場合は初代）の市歌である。
鹿角市
- 鹿角市民歌[11] - 1972年（昭和49年）11月3日制定

作詞：鎌田亮 補作：作詞選定委員会 作曲：石井歓
市制3周年記念。
由利本荘市
- 由利本荘市歌[12] - 2006年（平成18年）制定

作詞：谷川俊太郎 作曲：谷川賢作
潟上市
- 昇る陽よ[13] - 2006年（平成18年）制定

作詞：大澤艶子 補作：潟上市民の歌制定委員会 作曲：四反田素幸
大仙市
- 夢、この大地[14] -  2006年（平成18年）10月1日制定

作詞：花岡恵 作曲：橋本祥路
北秋田市
- 北秋田市民歌[15] - 2014年（平成26年）3月14日制定

作詞：岡部剛機 補作：北秋田市民歌制定委員会 作曲：道谷増夫
にかほ市
- にかほ市民歌[16] - 2007年（平成19年）4月1日制定

作詞：森谷茂 作曲・編曲：小野崎孝輔
仙北市
- 仙北市民歌[17] - 2008年（平成20年）制定

作詞：星合節子 作曲・編曲：矢野立美

## 町村部
鹿角郡小坂町
- あなたの街[18]

作詞：Moon三浦、Ducks木村 作曲：Ducks木村 編曲：吉田俊光
町イメージソング。
北秋田郡上小阿仁村
- 上小阿仁村民歌[19]

山本郡藤里町
- 藤里町民歌[20] - 1973年（昭和48年）11月1日制定[21]

山本郡三種町
- 三種町町民歌 〜輝く未来へ〜[22] - 2009年（平成21年）10月24日制定

作詞：星合節子 補作：三種町町民歌制定検討委員会 作曲：橋本祥路
山本郡八峰町
- やすらぎの ふるさと[23] - 2007年（平成19年）12月制定

作詞：能登濱吉 作曲：小林亜星
南秋田郡五城目町
- 五城目町民の歌[24]
- 作詞：佐藤敏英 作曲：石井五郎

南秋田郡八郎潟町
- 八郎潟町民歌[25] - 1961年（昭和36年）11月3日制定

作詞：三戸幸二郎 作曲：大山会三郎
南秋田郡井川町
- 井川町民の歌 - 1959年（昭和34年）12月24日制定[26]
- 作詞：加藤裕 作曲：石井五郎

南秋田郡大潟村
- 大潟村民の歌

作詞：村上一栄 作曲：芥川也寸志
仙北郡美郷町
- 美郷町民歌 光あふれて[27]

作詞：滝田常晴 作曲：津雲優
雄勝郡羽後町
- 羽後町民歌[28] - 1969年（昭和44年）8月制定

作詞：木沢長太郎 作曲：佐藤長太郎
雄勝郡東成瀬村
- みどりの村賛歌[29]

作詞：佐藤光幸 作曲：後藤洋

## 廃止された市町村歌
能代市
- 能代市民歌（旧）[30] - 1947年（昭和22年）5月3日制定。[31]

作詞：五十嵐謙 作曲：石井五郎
初代（新設合併前の旧能代市）の市歌である。
横手市
- 横手市民歌（旧）[32] - 1951年（昭和26年）制定

作詞：佐々昌二 作曲：万城目正
旧横手市の市制施行を記念して制定された初代の市歌である。
本荘市
- 本荘市民歌[33][34] - 1958年（昭和33年）1月15日制定

作詞：河西新太郎 作曲：平井康三郎
湯沢市
- 湯沢市民歌（旧）[35] - 1959年（昭和34年）制定[36]

作詞：龍英二 作曲：柿崎かくじ
初代（新設合併前の旧湯沢市）の市歌である。
大曲市
- 大曲市民の歌 若い街 - 1964年（昭和39年）5月3日制定[37][38]

作詞：本郷隆 作曲：佐藤長太郎
大仙市への継承はされず、市のホームページなどでも紹介はされていないが、大仙市に統合された他町村とともに、大仙市公式YouTubeチャンネルでMVが紹介されている。

### 北秋田郡
鷹巣町
- 鷹巣町民歌 - 1974年（昭和49年）制定

作詞：九島与治郎 作曲：後藤惣一郎
比内町
- 比内町民歌[8] - 1974年（昭和49年）10月制定

作詞：武田武雄 作曲：大山会三郎
森吉町
- 森吉町民歌 - 1966年（昭和49年）11月3日制定

作詞：武田武雄 作曲：後藤惣一郎
合併10周年記念
阿仁町
- 阿仁町民歌 - 1995年（平成7年）10月10日制定

作詞：梁瀬均
田代町
- 田代町民歌[8] - 1974年（昭和49年）10月30日制定

作詞：紅川草一 作曲：大山会三郎
合川町
- 合川町民歌 - 1975年（昭和50年）9月19日制定

作詞：亀谷健樹 作曲：木内博

### 山本郡
二ツ井町
- 二ツ井町民歌

作詞：福田克彦 作曲：大山会三郎
八森町
- 我が町八森

作詞：佐藤賢太郎 作曲：柴田源太郎
山本町
- 山本町民歌

作詞：紅川草一 作曲：大山会三郎
八竜町
- 八竜町民歌

作詞：竹内瑛二郎 作曲：大山会三郎
峰浜村
- 峰浜村民歌

作詞：武田ミヨ 作曲：柴田源太郎

### 南秋田郡
昭和町
- 昭和町町民の歌 - 1964年（昭和39年）6月6日制定

作詞：黒沢三郎 作曲：菅原良昭
飯田川町
- 飯田川町町民歌 - 1960年（昭和35年）11月5日制定

作詞：佐藤せい史・町民歌制定委員会 作曲：佐藤清子
天王町
- 天王町町民歌 - 1966年（昭和41年）11月3日制定

作詞：保坂広治郎 補作：竹内瑛二郎 作曲：大山会三郎
若美町
- 琴浜村民歌 - 1966年（昭和41年）制定

作詞：竹内瑛二郎 作曲：小野崎孝輔
琴浜村合併10周年を記念。町制施行・改称後も「若美町町民歌」へ改題、「琴浜よ」を「若美町」へ変更し継承していた。
- 若美町の歌 - 1986年（昭和61年）11月制定[42]

作詞・作曲者不明。若美町ホームページアーカイブからインストゥルメンタルの試聴が可能である。

### 河辺郡
雄和町
- 雄和町の歌 - 1972年（昭和47年）4月1日制定

作詞：安藤五百枝・竹内瑛二郎 作曲：大山会三郎
町制施行記念。

### 由利郡
亀田町
- 亀田町民歌 - 1934年（昭和9年）8月制定

作詞：中村孝也 作曲：山田耕筰
別名高城賛歌。1947年に発足した町立亀田中学校では校歌代わりに用いられ、1960年に正式に校歌として制定されていたが、1982年に道川中学校と統合して岩城中学校となり、その際新たに校歌が作られている。
金浦町
- 金浦町民歌

作詞：藤浦洸 作曲：古関裕而
矢島町
- 矢島の歌

作詞：土田誠一 作曲：斎藤佳三 編曲：山田善一郎
岩城町
- 岩城町民歌

作詞：今野憲朗 作曲：小野崎孝輔
由利町
- 由利町民歌[46]

作詞：花岡都詩美 作曲：佐藤吉五郎
西目町
- 西目町民の歌

作詞：竹内瑛二郎 作曲：三浦オヨシ 編曲：露木次男
鳥海町
- 鳥海町民歌

作詞：川口洋一郎

### 仙北郡
神岡町
- 神岡町民歌 - 1980年（昭和55年）3月30日制定[38]

作詞：岡千戈 作曲：佐藤長太郎
西仙北町
- 西仙北町町民歌 - 1975年（昭和50年）3月1日制定[38]

作詞：木沢長太郎 補作：西仙北町町民歌選こう委員会 作曲：佐藤長太郎
角館町
- 角館町民歌 - 1981年（昭和56年）8月3日発表

作詞：藤原剛 作曲：佐藤長太郎
六郷町
- 六郷町民歌 - 1973年（昭和48年）7月9日制定[47]

作詞：木沢長太郎 作曲：高橋武三
中仙町
- 中仙町民歌 - 1985年（昭和55年）3月30日制定[38]

作詞：佐々木周一 作曲：小野崎孝輔
旧中仙町役場(現大仙市役所中仙総合支所)北側のドンパン広場に歌碑が存在する。
田沢湖町
- 田沢湖町民歌[48] - 1996年（平成8年）9月30日制定

作詞：浦山庄作 作曲：山野隆
町制40周年記念。
協和町
- 協和村民歌 - 1965年（昭和40年）6月29日制定[38]

作詞：山田千之 作曲：佐藤長太郎
町制施行後は「協和町民歌」。
南外村
- 南外の緑 - 1994年（平成6年）制定

作詞：亀井鶴子 作曲：茅野輝繁
村制40周年記念イメージソング。大仙市合併10周年の2016年にシンガーソングライターの青谷明日香に編曲を依頼し、「大仙の緑」として改めてPRに利用している。
仙北町
- 仙北村民の歌 - 1965年（昭和40年）8月制定[38]

作詞：原政雄 作曲：加賀屋哲郎
町制施行後に「仙北町民の歌」へ改題継承。
西木村
- 西木村民歌 - 1966年（昭和41年）制定

作詞：藤村宗治 作曲：才田正庸
太田町
- 太田町民歌 - 1985年（昭和60年）6月22日制定[38]

作詞：佐藤悦司 作曲：佐藤長太郎
合併30周年記念
千畑町
- 千畑村民歌 - 1973年（昭和48年）制定

作詞：弾正洸之助 作曲：佐藤長太郎
1986年の町制施行後は「千畑町民歌」として改題継承。
仙南村
- 仙南村民歌

### 平鹿郡
平鹿町
- 平鹿町民歌

作詞：村田誠一 作曲：鶴岡雅義
雄物川町
- 雄物川町民歌

作詞：紅川草一 作曲：湯山昭
大森町
- 大森村民歌

作詞：木沢長太郎 作曲：菅原良吉
十文字町
- 十文字町民歌

作詞：弾正光之助 作曲：大山会三郎
山内村
- 山内村民歌

作詞：東谷与一 作曲:さとう宗幸
別名「豊かなる山河」。合併により横手市となった後も横手市立山内中学校の閉校式典などで歌われた。
大雄村
- 大雄村民歌 - 1960年（昭和35年）6月10日制定

作詞：小棚木吉治郎 作曲：鈴木武五郎

### 雄勝郡
稲川町
- 稲川町民歌 - 1966年（昭和41年）制定[36]

作詞：酒井義一 作曲：草彅研哉 補修：小野崎晋三・露木次男
- 稲川町の歌 山と川のある町 - 1979年（昭和54年）制定[36]

作詞：東海林良 作曲：小林亜星
雄勝町
- 雄勝町民歌 - 1981年（昭和56年）制定[36]

皆瀬村
- ふるさと皆瀬 - 1989年（平成元年）制定[36]